# Caravaggio

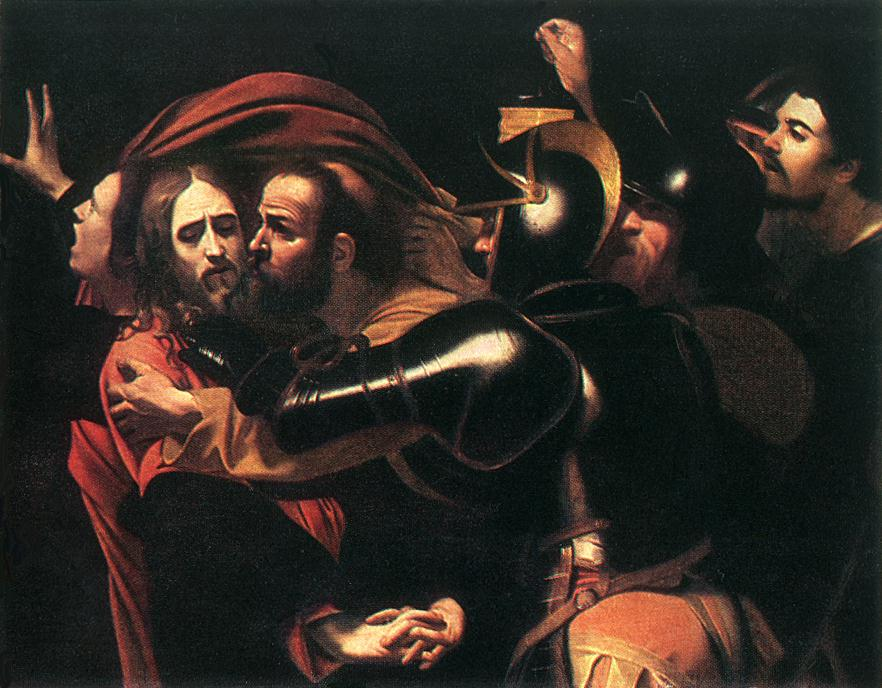
Bắt giữ Chúa, 1602. National Gallery of Ireland, Dublin. Kỹ thuật chiaroscuro được Caravaggio sử dụng có thể thấy trên mặt và giáp dù thiếu tia sáng. Nhân vật ở rìa phải là chân dung tự họa.

Michelangelo Merisi xứ Caravaggio, (29 tháng 9 năm 1571 – 18 tháng 7 năm 1610) là một nghệ sĩ người Ý hoạt động tại Roma, Napoli, Malta và Sicilia từ trong khoảng từ năm 1593 đến 1610. Ông là đại diện lớn đầu tiên của trường phái hội họa Baroque, nổi tiếng vì những bức vẽ đầy cảm xúc và sử dụng cách phối sáng gây cảm xúc mạnh mẽ. Ông được nhìn nhận rộng rãi là một trong những họa sĩ vĩ đại nhất trong lịch sử châu Âu.
Thậm chí ngay khi còn sống Caravaggio đã bị xem là người bí ẩn, say mê, nổi loạn và nguy hiểm. Ông nổi lên trong giới nghệ thuật Roma vào năm 1600, từ đó về sau ông không bao giờ thiếu đơn đặt hàng và người tài trợ, nhưng ông sống không tốt với vinh quang của mình. Một bài viết có nhắc đến ông vào năm 1604, mô tả cuộc sống của ông ba năm trước đó, nói rằng "cứ sau khi thực hiện xong một tác phẩm trong vòng nửa tháng, ông lại huênh hoang khắp nơi trong suốt một đến hai tháng với thanh gươm bên hông, sau lưng là người hầu, đi từ sân bóng này đến sân bóng khác, sẵn sàng gây gổ hay tranh cãi, vì vậy người ta rất lúng túng khi đi cùng với ông". Vào năm 1606 ông giết một thanh niên trong lúc cãi nhau và lẩn trốn khỏi Roma với lệnh truy nã là cái đầu ông. Tại Malta năm 1608 ông lại dính đến một cuộc cãi lộn khác, và rồi một vụ nữa ở Napoli vào năm 1609, có thể do những kẻ thù không rõ mặt muốn hại ông. Vào năm tiếp theo, ông mất, cùng với một sự nghiệp ngắn ngủi.
Những nhà thờ mới và palazzi khổng lồ được xây dựng tại Rima trong nhiều thập niên vào cuối thế kỷ 16 và đầu thế kỷ 17, cần những bức vẽ để trưng bày. Nhà thờ Phản cải cách tìm kiếm các bức họa tín ngưỡng xác thực để chống lại sự đe dọa của Tin lành, và vì nhiệm vụ này, các quy tắc nhân tạo của Chủ nghĩa cầu kỳ, trường phái thống trị ngành nghệ thuật trong gần một thế kỷ, không còn thích hợp nữa. Sự mới lạ của Caravaggio là một chủ nghĩa tự nhiên cấp tiến kết hợp các quan sát vật lý gần gũi với cách sử dụng chủ nghĩa u ám một cách bi thảm, thậm chí mang tính kịch, một sự chuyển dịch từ ánh sáng sang bóng tối với một ít giá trị trung gian.
Nổi tiếng và cực kỳ ảnh hưởng khi còn sống, Caravaggio hầu như bị quên lãng trong hàng thế kỷ sau khi mất, và chỉ đến thế kỷ 20, tầm quan trọng của ông đối với sự phát triển nghệ thuật phương Tây mới được nhận thấy. Dù vậy, ảnh hưởng của ông lên phong cách Tân Barốt xuất hiện trong đống đổ nát của Mannerism, là rất sâu sắc. Andre Berne-Joffroy, thư ký của Paul Valéry, đã nói về ông: "Những gì khởi đầu trong tác phẩm của Caravaggio, tuy đơn giản, lại hiện đại."
Ảnh hưởng của Caravaggio có thể trực tiếp hoặc gián tiếp nhìn thấy trong các tác phẩm của Rubens, Jusepe de Ribera, Bernini, và Rembrandt, và những nghệ sĩ thế hệ sau chịu ảnh hưởng rất nặng từ ông được gọi là "Caravaggisti" hay "Caravagesques" (những người theo trường phái Caravaggio), hoặc Chủ nghĩa u ám hay "Tenebrosi" ("những người u ám").